# Conrad Gottlieb von Zedlitz
Conrad Gottlieb Freiherr von Zedlitz (auch von Zedlitz und Neukirch) (geb. 15. März 1700 in Hohenliebenthal, Fürstentum Schweidnitz; gest. 7. März 1769 in Tiefhartmannsdorf, Kreis Schönau) war ein preußischer Landrat.

## Leben

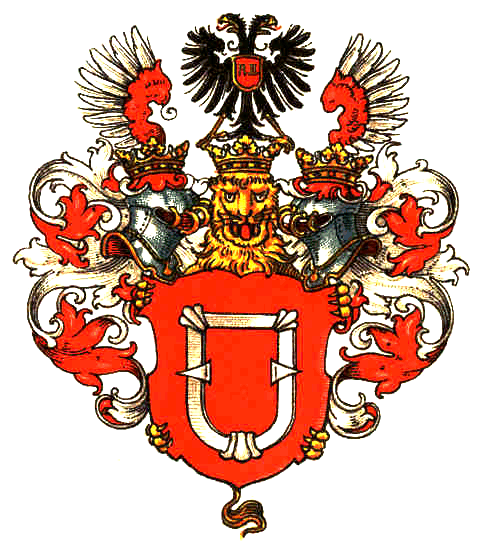
Stammwappen derer von Zedlitz und Neukirch

Conrad Gottlieb Freiherr von Zedlitz war Angehöriger des alten schlesischen Adelsgeschlechts Zedlitz. Er war der Sohn des Conrad Gottlieb von Zedlitz (1670–1730), Erbherr auf Hohenliebenthal und Tiefhartmannsdorf und dessen Ehefrau Anna Brigitta († 1749), geb. von Gablenz. 1719 begann er an der Universität Leipzig ein Studium der Rechte und Philosophie. 1725 immatrikulierte er sich mit seinem Bruder Caspar Otto (1703–1763) an der Universität Straßburg. Im Anschluss widmete er sich wohl der Landwirtschaft. 1742 wurde er zum ersten Landrat des Landkreises Hirschberg im Riesengebirge ernannt. Das Amt übte er bis 1769 aus, Nachfolger wurde sein Sohn Otto Friedrich Conrad Freiherr von Zedlitz (1747–1820).

## Freiherrenstand
Am 6. November 1741 erhielten Conrad Gottlieb und sein Bruder Caspar Otto die preußische Anerkennung der freiherrlichen Würde „bei ihrer Succession im Besitze der Güter der Neukircher Linie“.

## Persönliches
Nach dem Tod seines Vaters im Jahr 1730, heiratete seine Mutter Anna Brigitta in zweiter Ehe 1734 Siegmund Seyfried Freiherr von Zedlitz und Neukirch (1648–1735).
Conrad Gottlieb heiratete im April 1732 Friederike Elisabeth, geb. von Schweinitz auf Tschepplau (1715–1776). Ihr gemeinsamer Sohn Otto Friedrich Conrad Freiherr von Zedlitz (1747–1820) amtierte in der Nachfolge seines Vaters zwischen 1769 und 1805 als Landrat des Landkreises Hirschberg im Riesengebirge. Conrad Gottlieb starb am 7. März 1769 als Erbherr auf Tiefhartmannsdorf, Neukirch und Nieder-Polkau.